# Ptyodactylus ragazzii
Ptyodactylus ragazzii är en ödleart som beskrevs av  Anderson 1898. Ptyodactylus ragazzii ingår i släktet Ptyodactylus och familjen geckoödlor. Inga underarter finns listade i Catalogue of Life.